# La Cave Live Cleveland 1966 revisited
La Cave Live, Cleveland 1966 Revisited ist ein Jazzalbum von Albert Ayler. Die im April 1966 im Veranstaltungsort La Cave, Cleveland entstandenen Aufnahmen erschienen am 20. Januar 2022 als eigenständiges Album auf ezz-thetics.

## Hintergrund
Der Club La Cave in Cleveland war ein schmuddeliger Keller (10615 Euclid Avenue), der rund zweihundert Personen Platz bot, und wurde 1962 als Folk-Veranstaltungsort mit einem Auftritt von Josh White eröffnet, schrieb Chris May. Er wechselte Mitte des Jahrzehnts zum Rock-Club und schloss 1969. Im Laufe seines Bestehens gehörte er zu den Fahnenträgern der Gegenkultur; dort haben The Velvet Underground, Iron Butterfly, Terry Knight & The Pack und The Fugs gespielt, außerdem einige der Vertreter des sogenannten „New Thing“-Jazz, darunter auch der Tenorsaxophonist Albert Ayler, der selbst aus Cleveland stammte.
Ayler ist am Tenorsaxophon zu hören und wird von seinem Bruder, dem Trompeter Don Ayler, dem Saxophonisten Frank Wright, dem Geiger Michel Samson, dem Bassisten Mutawef A. Shaheed (Clyde Shy) und dem Schlagzeuger Ronald Shannon Jackson begleitet. Obwohl die Titel zuvor in ihrer ursprünglichen Form auf Holy Ghost: Rare & Unissued Recordings (1962–70) erschienen, stellt La Cave Live „die erste autorisierte Veröffentlichung mit Genehmigung der Erben von Albert Ayler“ dar. Die Aufnahmen wurden „unter schwierigen technischen Umständen“ mit einem einzigen Mikrofon und gebrauchten Bändern gemacht, für diese Veröffentlichung jedoch von Michael Brändli remastert.
Auf dem HatHut-Label Ezz-thetics sind außerdem die Albert-Ayler-Alben Don Cherry – European Recordings Autumn 1964 revisited, Lost Performances 1966, revisited, Summertime to Spiritual Unity und At Slugs’ Saloon 1966 revisited erschienen.

## Titelliste
- Albert Ayler: La Cave Live, Cleveland 1966 Revisited (ezz-thetics 2-1123)[5]

Disc 1
1. Spirits Rejoice  6:23
2. Prophet/Ghosts/Spiritual Bells  14:22
3. Our Prayer/Spirits Rejoice (Don Ayler) 9:37
4. Untitled/The Truth Is Marching In  15:34
5. Spirits  9:08
6. Zion Hill  12:43

Disc 2
1. Spirits  7:01
2. Spiritual Bells  3:47
3. Untitled (F# Tune)  9:06
4. Spirits Rejoice  4:33
5. D.C. (Don Cherry)  5:42
6. Untitled (Minor Waltz) 6:50
7. Our Prayer  6:30
8. Untitled (F# Tune)  15:13
9. Ghosts  6:18

Das Material auf Disc 1 und Disc 2, Titel 1–3, wurde am 17. April 1966 in La Cave, Cleveland aufgenommen. Disc 2, Tracks 4–9, wurden aufgenommen am 16. April 1966, ebenfalls im La Cave, Cleveland. Wenn nicht anders vermerkt, stammen die Kompositionen von Albert Ayler.

## Rezeption
Nach Ansicht von Chris May, der das Album in All About Jazz rezensierte, ist die Anwesenheit von Frank Wright einer der unerwarteten Leckerbissen von La Cave Live. Während Ayler herkömmliche Signalklänge im Rausch pulverisierte, stampfte Wright diese Stücke in den Boden. Frank Wrights Interpretation des hupenden und kreischenden Tenorsaxophons hätte aus der Tradition des Rhythm & Blues und Gospel gestammt, ebenso wie Aylers, deren Kreis sich 1968 auf New Grass (Impulse!) schloss. Wright bringe daher nicht so sehr eine neue Dimension in das größtenteils bekannte Material ein, das auf La Cave Live gespielt wurde, sondern erweitere es vielmehr. Das Album sei eine schöne Ergänzung zu den Veröffentlichungen „Lörrach, Paris 1966“ und „Stockholm, Berlin 1966“ von ezz-thetics, die beide ähnliche Themen abdecken würden, jedoch ohne Wright, aber mit Donald Ayler und Michel Samson sowie mit Bassist Bill Folwell und Schlagzeuger Beaver Harris.
Gabriel Bristow, der für Point of Departure schrieb, erklärte: „Diese Aufnahmen enthalten die Essenz von Aylers Marschmusik: Themen, die niemals aufgeben, die sich ihrer selbst auferlegten Auflösung widersetzen. Lieder, die implodieren, durchschnittliche Unterscheidungen zur Explosion bringen, unerbittliche Funken der Dunkelheit ausstrahlen. Schreie und Stöhnen entlang einer Messerschneide aus Qual und Freude. Streicher, die hinter einem zerzausten, flammenden Rammbock aus Atem heiße Dissonanzen verströmen. Bläser, die sich winden. Die Avantgarde, geschmolzen durch die Hitze der Geschichte, wird aus den Angeln gehoben: Die Tür ist aus den Angeln gefallen, der Rahmen ist weit geöffnet, der Heilige Geist tritt direkt hindurch, während der letzte Engel der Geschichte aus der Glocke seines Horns fliegt.“
Marc Medwin (New York City Jazz Record) bemerkte, dass das Album „ein Vorbild für jeden sein sollte, der sich mit der Klangwiederherstellung beschäftigen möchte“, und kommentierte: „Jeder katastrophale Donnerkeil und jeder geschmolzene Fluss aus Feuermusik weicht Passagen von fast pikanter Gelassenheit. Es ist unwahrscheinlich, dass diese Wiederveröffentlichung des Materials vom April 1966 verbessert wird.“